# Kaneda Shotaro
 (décembre 2017).
Si vous disposez d'ouvrages ou d'articles de référence ou si vous connaissez des sites web de qualité traitant du thème abordé ici, merci de compléter l'article en donnant les références utiles à sa vérifiabilité et en les liant à la section « Notes et références ».

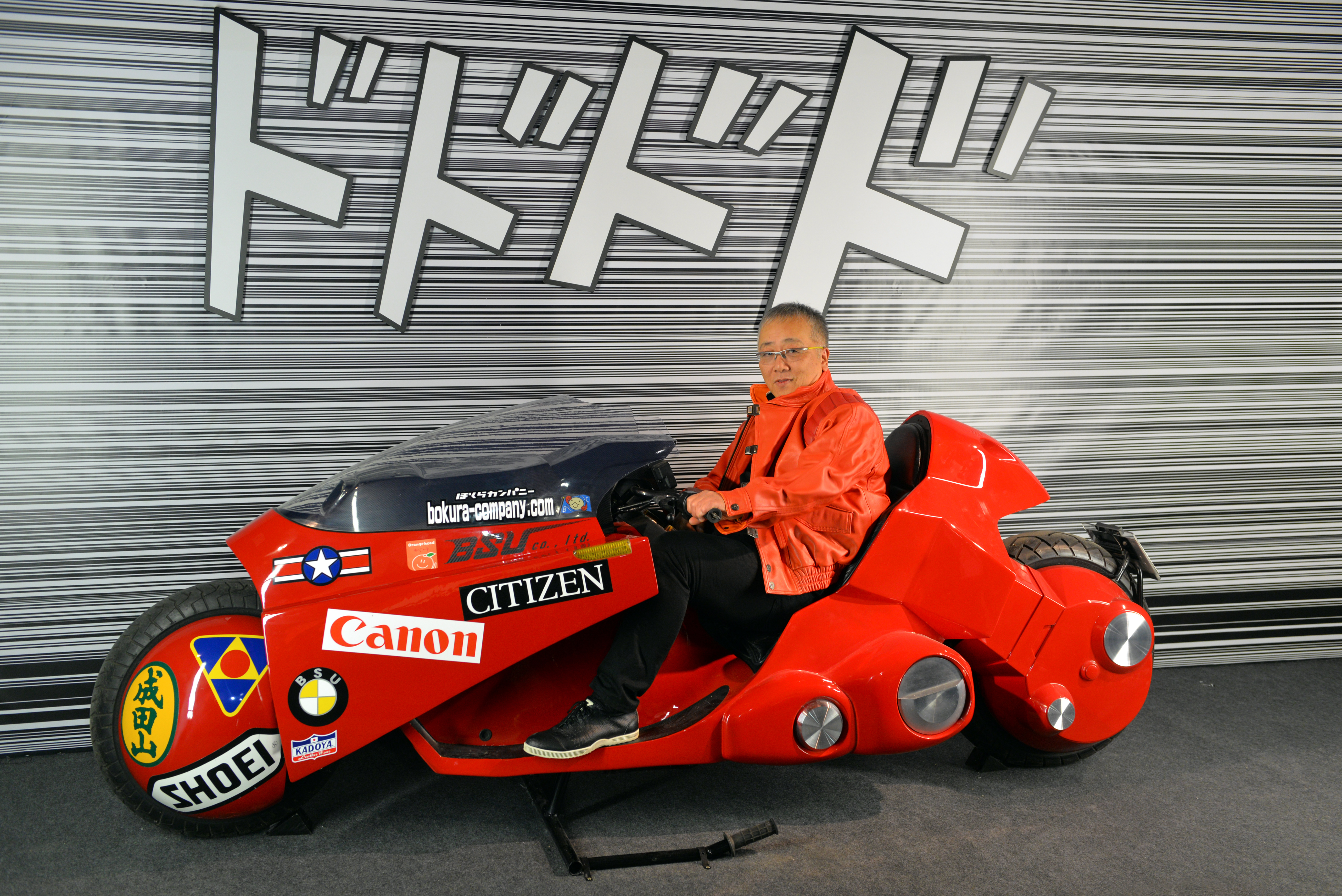
Katsuhiro Otomo chevauchant la moto de Kaneda, Festival d'Angoulême 2016.

Shotaro Kaneda est le personnage principal[réf. nécessaire] du manga Akira, ainsi que de son adaptation en film d'animation, Akira, tous deux de Katsuhiro Otomo.
Kaneda est le chef d'un gang de jeunes motards, faisant une guerre acharnée à un gang rival, le gang des clowns. Il est accompagné dans sa croisade par son ami d'enfance, Tetsuo Shima. Tous deux se sont rencontrés lors de leur enfance à l'orphelinat. Très vite, Kaneda prit Tetsuo sous son aile, développant une sorte de lien fraternel entre les deux. Cela développera chez lui une certaine arrogance à l'égard des autres, et surtout une condescendance à l'égard de Tetsuo, en le prenant toujours pour quelqu'un de faible, qu'il doit constamment surveiller et protéger, le rabaissant par la même occasion, ce qui d'ailleurs entraînera la rébellion de ce dernier, et une guerre personnelle entre les deux. Cependant, à la fin de leur épopée, le lien fraternel qui les unissait, se rétablira fortement, faisant réaliser à Kaneda à quel point il tenait à Tetsuo, et qu'il le considérait réellement comme son frère. 
Le nom du personnage serait inspiré du héros du manga Tetsujin 28-gō de Yokoyama Mitsuteru[réf. nécessaire]. 